# 도너러빙 룸벵가라브
도너러빙 룸벵가라브(Доноровын Лүмбэнгарав, 1977년 1월 27일 ~ , 몽골 울란바토르)는 몽골의 축구 선수로 현재 팰컨스 울란바토르에서 수비수로 활동 중이다. 국가대표로는 2000년부터 2014년까지 활동하며 35경기 8골로 야스갈랑진 가리드마그나이, 냠오서링 나랑벌드와 함께 몽골 축구 국가대표팀 최다 A매치 출전 및 최다 득점 기록을 보유하고 있으며 몽골 프리미어리그 명문 구단인 에르침을 비롯해 델게르, 뉴몽골 바양골, 코롬콘 FC, 울란바타린 우나가누드에서 프로 선수로 활동했던 경험이 있다.